# Peter Anderson (giocatore di football americano)
Peter Drake Logan Anderson (Aurora, ...) è un giocatore di football americano statunitense, che gioca come wide receiver per i Prague Black Panthers..